# 십사의사록 판목
십사의사록 판목(十四義士錄 板木)은 대한민국 경상북도 청도군 금천면 선암서원에 있는, 임진왜란 때 밀양 박씨 문중의 14명이 의병운동을 일으켜 왜적과 싸웠던 일들을 기록하여 새긴 목판이다. 1985년 8월 5일 경상북도의 문화재자료 제108호로 지정되었다.

## 개요
임진왜란 때 밀양 박씨 문중의 14명이 의병운동을 일으켜 왜적과 싸웠던 일들을 기록하여 새긴 목판이다.
206매로 구성되어 있으며, 1매에 20행 18자로 이루어져 있다. 책의 간행에 있어 기초로 삼은 것은 정조 18년(1794) 혹은 21년(1797)에 간행된『충효록』이나, 후손 박정상이 지은『박씨충효록』이다. 하지만 이들 자료는 모두 임진왜란 당시의 기록이 아니라 200여년이 지난 후의 사실이라 그 자료적 가치에 한계를 지니고 있다.
기존의 사료에서는 알려지지 않은 임진왜란 당시의 지역전투상황과 전쟁극복에 대한 구체적인 상황이 서술되어 있어 역사적으로 시사해 주는 바가 크다.

## 참고 자료
- 십사의사록판목 - 국가유산청 국가유산포털